# La casa sperduta nel parco
La casa sperduta nel parco, (alternativ titel: The House on the Edge of the Park), italiensk skräckfilm från 1980, regisserad av Ruggero Deodato. Filmmanuset skrevs av Gianfranco Clerici och Vincenzo Mannino.

## Rollista
- David Hess - Alex
- Annie Belle - Lisa
- Christian Borromeo - Tom
- Giovanni Lombardo Radice - Ricky
- Marie Claude Joseph - Glenda
- Gabriele Di Giulio - Howard
- Brigitte Petronio - Cindy
- Karoline Mardeck - Susan
- Lorraine De Selle - Gloria